# Swetlina (obwód Burgas)
Swetlina (bułg. Светлина) – wieś w Bułgarii, w obwodzie Burgas, w gminie Sredec. W 2023 roku liczyła 212 mieszkańców.